# Flughafen Millard

i8
i11
i13
Der Millard Airport (IATA-Code: MIQ, ICAO-Code: KMLE; aber FAA: MLE) ist ein öffentlicher Flughafen, 11 km südwestlich von Omaha im Douglas County, Nebraska in den Vereinigten Staaten.

## Flughafendaten
Er hat eine Asphaltpiste mit 1159 m Länge und 23 m Breite und verfügt nicht über einen Kontrollturm. Die Fläche des Flughafens beträgt 67 ha. Die Seehöhe beträgt 320 m. Es finden nur Flüge der allgemeinen Luftfahrt statt, es werden keine Linienflüge angeboten.

## Geschichte
Der Flughafen wurde 1946 oder 1947 erbaut.
Rocky Mountain Airways nahm 1985 (bis 1989) den Betrieb entlang der Route Denver – Scottsbluff – North Platte – Grand Island – Lincoln – Omaha auf, die auch als River Route bekannt ist, da sie hauptsächlich Städte entlang des Platte River bedient.

## Flugbetrieb
Im Jahre 2021 fanden 24.000 Flugbewegungen statt, davon 8.400 lokale Bewegungen, 14.150 Zwischenlandungen, 1.375 Air-Taxi-Flüge und 75 militärische Flüge. 115 einmotorige und 9 zweimotorige Flugzeuge waren 2021 hier stationiert.